# 南海放送松山ラジオ送信所

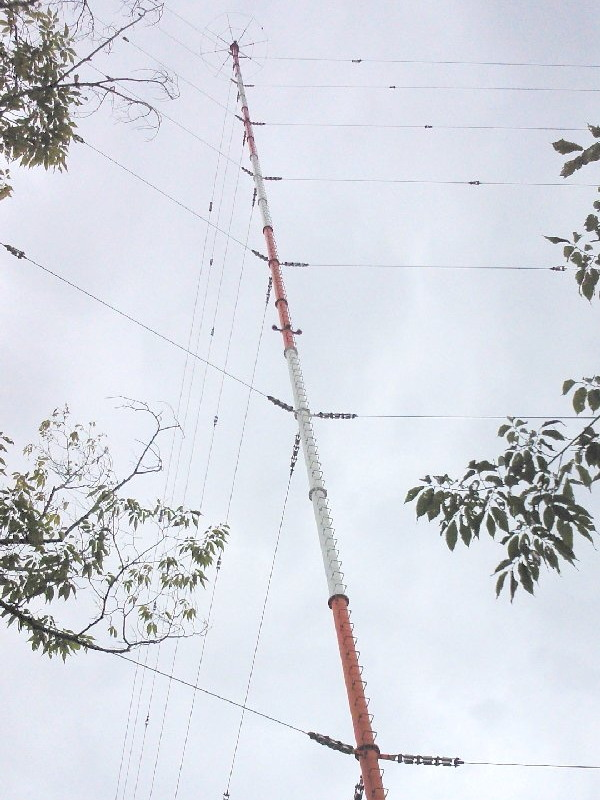
送信アンテナ（南海放送サンパーク内）

南海放送松山ラジオ送信所（なんかいほうそうまつやまラジオそうしんじょ）は、愛媛県松山市に置かれているRNB南海放送ラジオの親局送信所。

## 放送区域
- 中予地方や周辺地域へ電波を発射している。

## 歴史
- 1953年（昭和28年）10月1日 - 中波ラジオ放送開始（愛称：ラジオ南海、周波数：1120kc、出力：昼間1kW・夜間500W）。
- 1956年（昭和31年）10月1日 - 出力の全日1kW運用開始。
- 1959年（昭和34年）11月10日 - 出力を3kWに増力。
- 1962年（昭和37年）12月27日 - 出力を5kWに増力。
- 1978年（昭和53年）11月23日 - AMラジオ周波数の10kHzステップから9kHzステップへの変更による周波数変更。1120kHz→1116kHz。

## 施設
- 所在地：愛媛県松山市井門町1139番地（南海放送サンパーク内に位置する）

## AMラジオ放送送信設備
| 周波数（kHz） | 放送局名    | コールサイン | 空中線電力 | 放送対象地域 | 放送区域内世帯数 |
| ------------- | ----------- | ------------ | ---------- | ------------ | ---------------- |
| 1116          | RNB南海放送 | JOAF         | 5kW        | 愛媛県       | 約-万世帯        |